# Koblenzer Originale
Koblenzer Originale ist die Bezeichnung für sechs Einzelskulpturen an verschiedenen Plätzen in der Koblenzer Altstadt, die, als Stein- oder Bronzefigur ausgeführt, an Menschen erinnern, die im 19. und 20. Jahrhundert in der Koblenzer Altstadt überwiegend in einfachsten Verhältnissen gelebt haben und es durch ihre Originalität und viele Anekdoten, die über sie überliefert wurden, zur Stadtbekanntheit brachten.

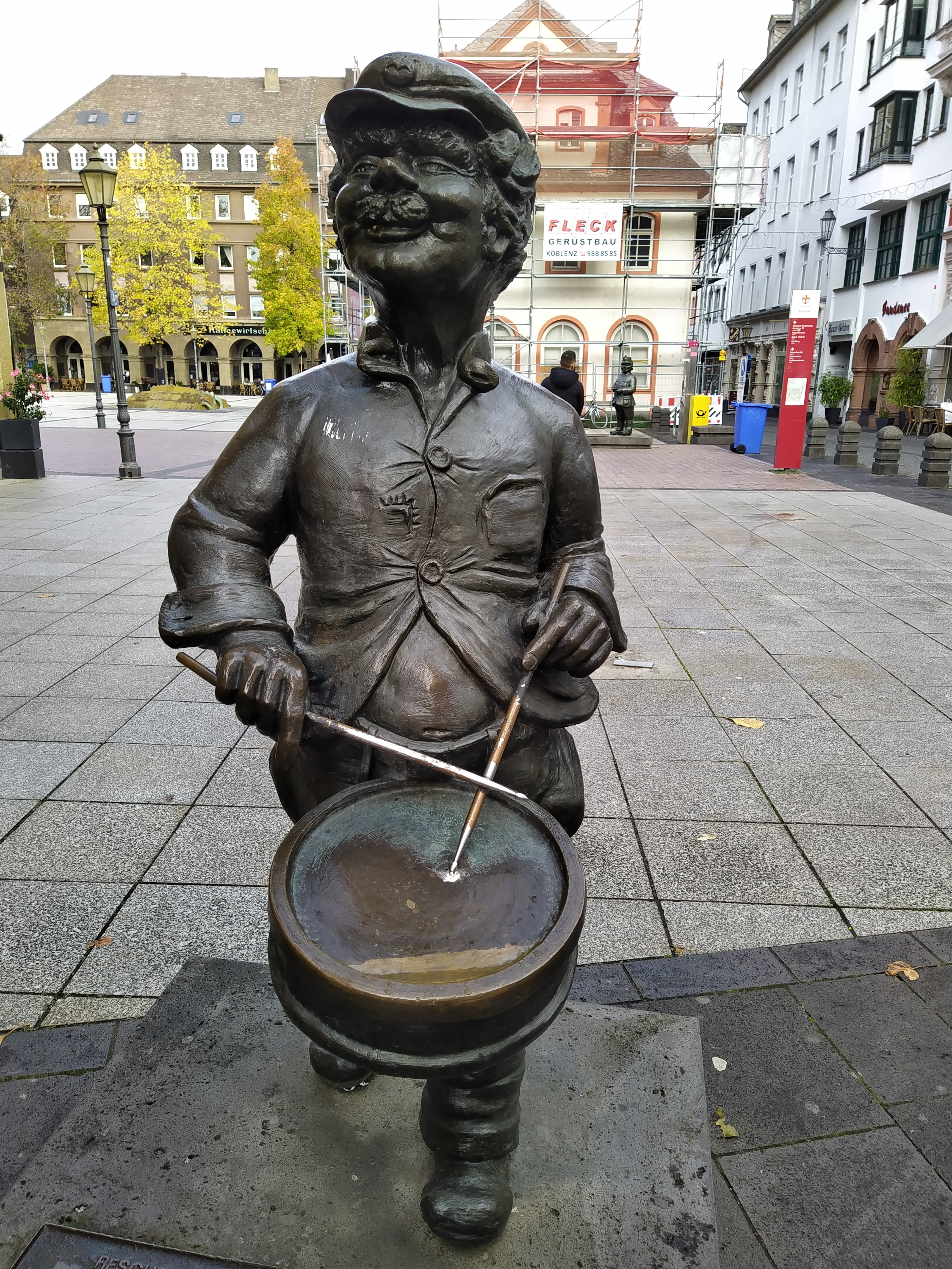
Resche Hennerich

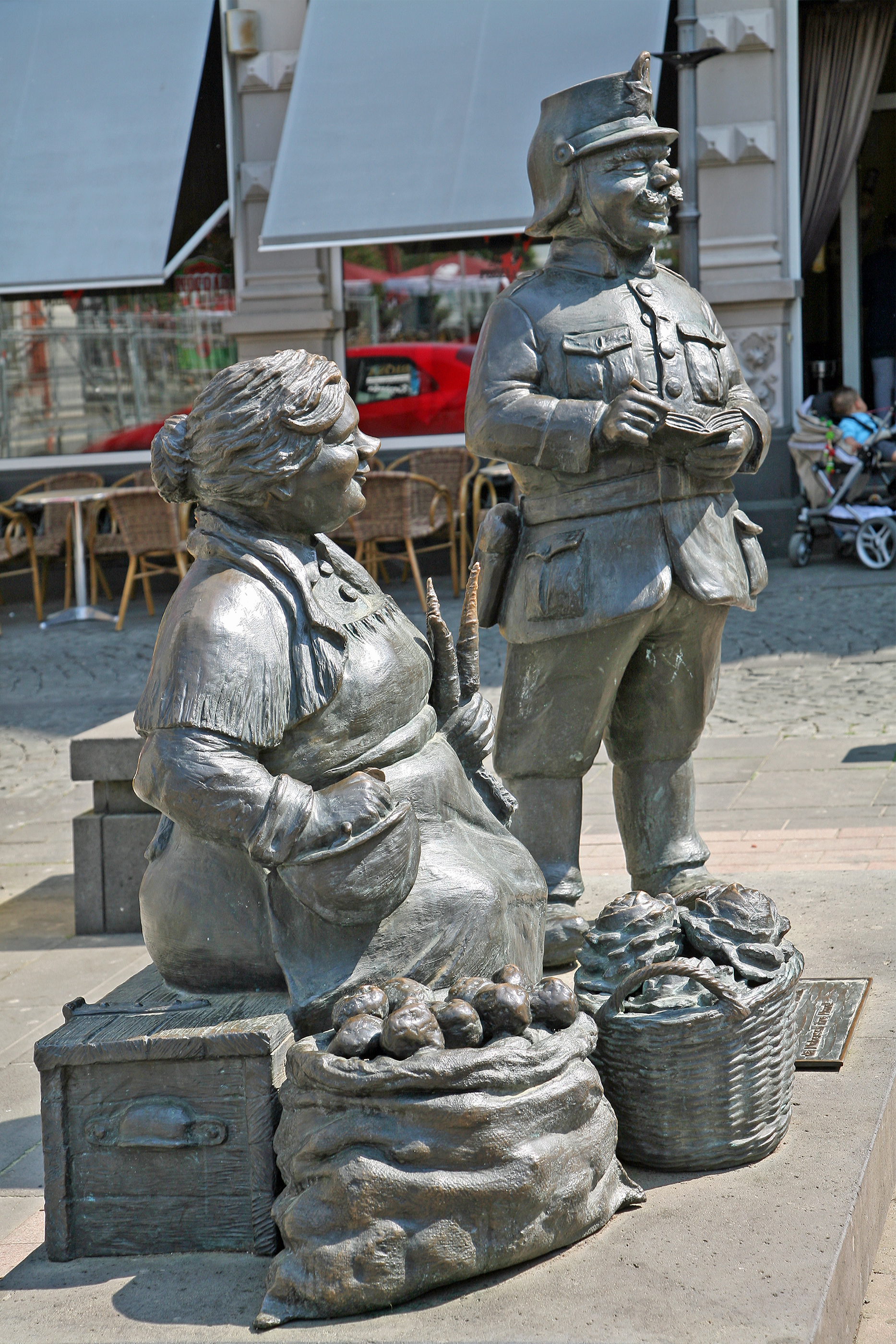
Schutzmann Otto und Marktfrau Ringelstein

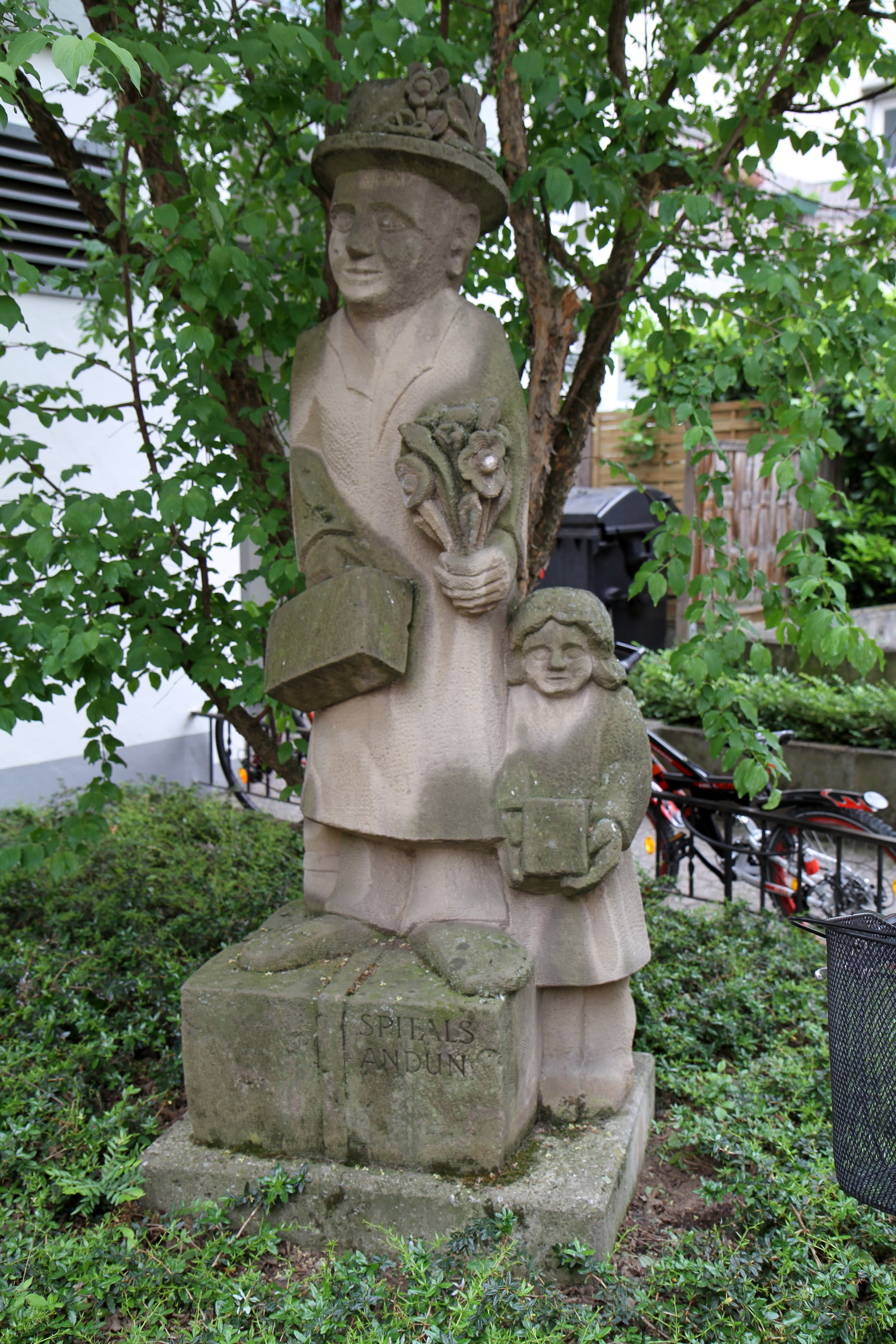
Spitals Andun

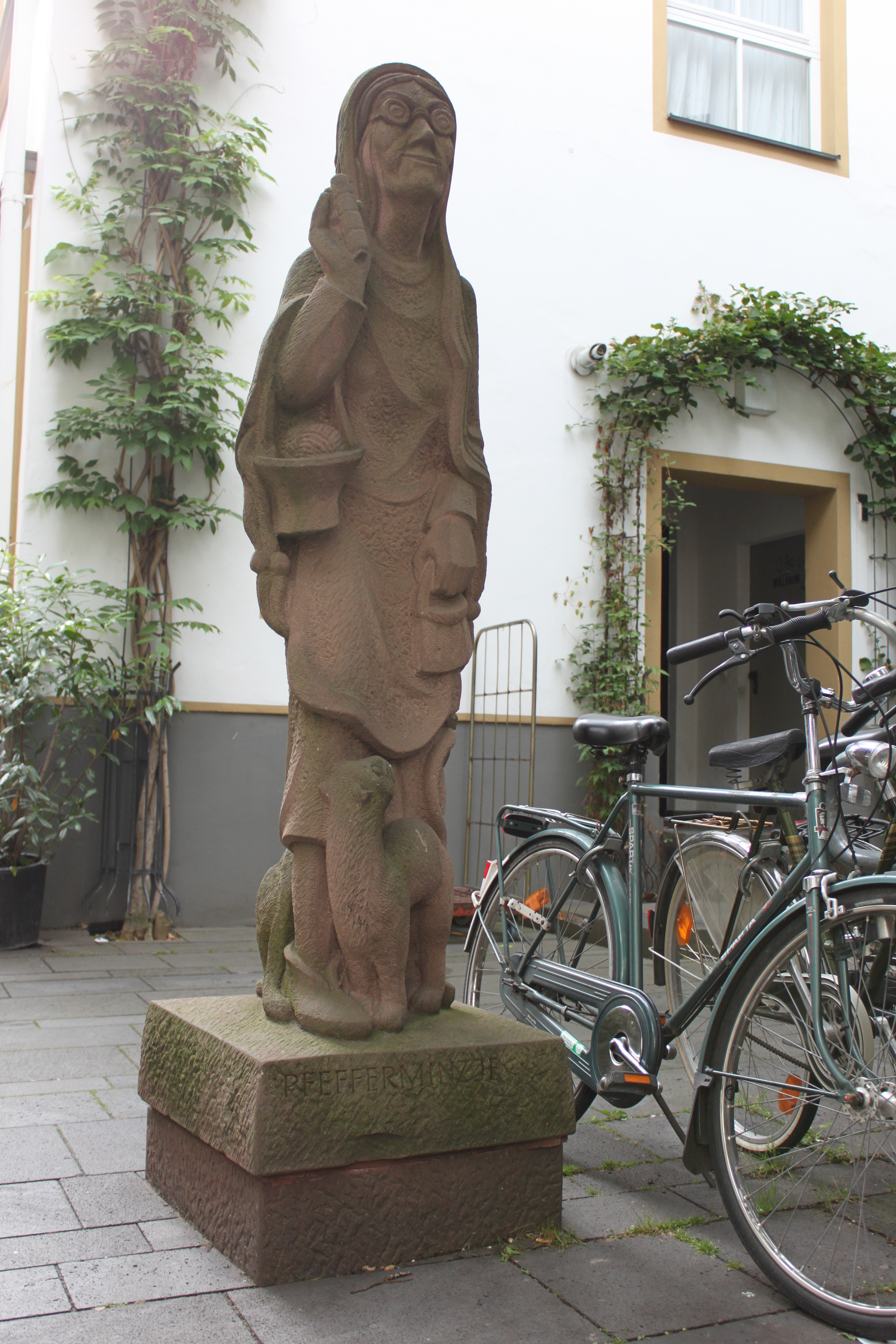
Pfefferminzje

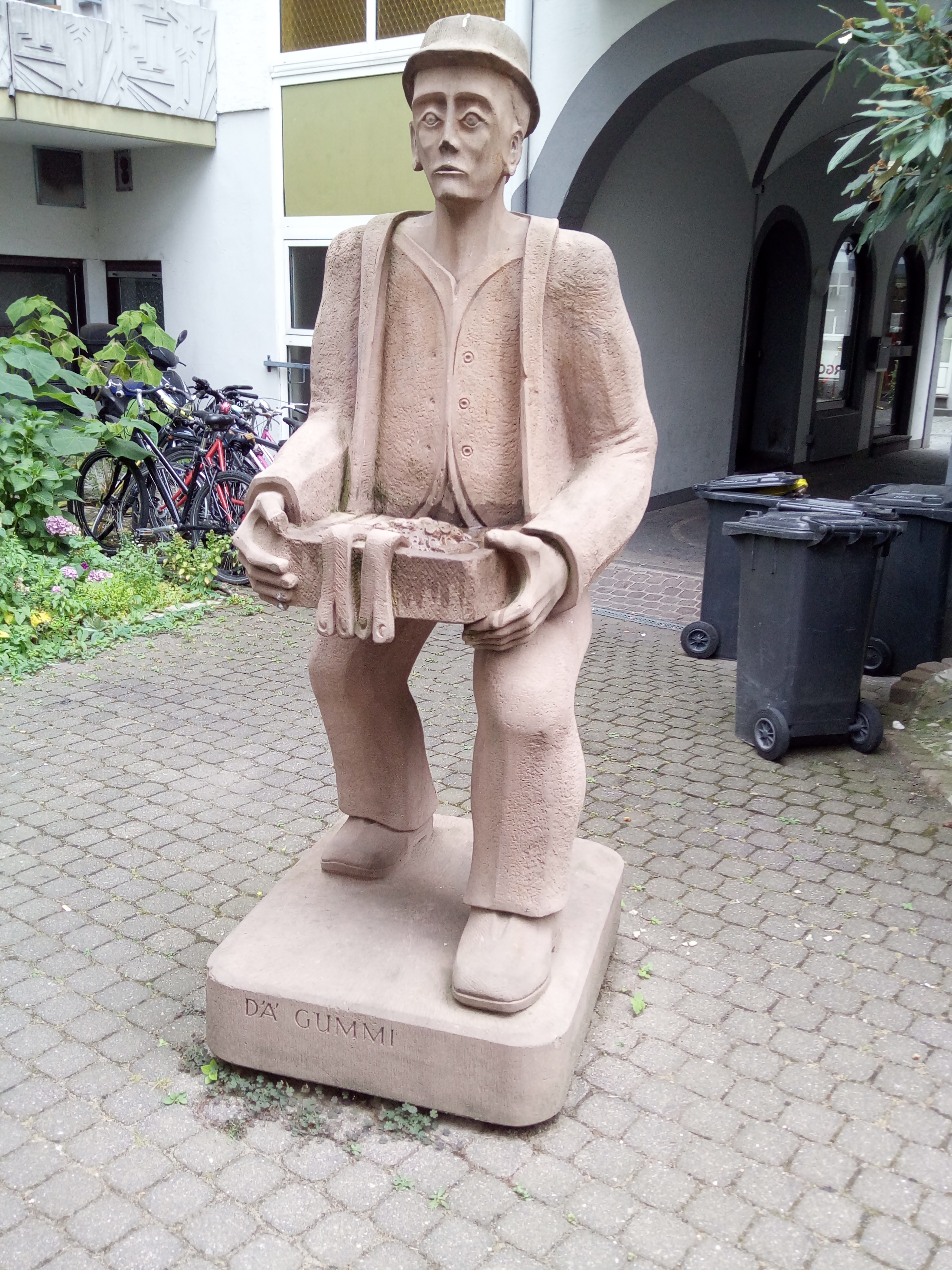
Dä Gummi

## Skulpturen und Hintergrund
Die Skulpturen sind Bronzefiguren des Resch Henrich, des Schutzmanns Otto, der Marktfrau Ringelstein auf dem Koblenzer Münzplatz an der Einmündung zur Münzstraße sowie Steinfiguren des Spitals-Andun, des Langen Gummi und des Pfefferminzjen in der Gemüsegasse und der Mehlgasse. Die von dem Bildhauer Waldemar Kaspers gefertigten Steinfiguren stiftete die Große Koblenzer Karnevalsgesellschaft. Die Bronzefiguren, die der Künstler Fritz Berlin 1987 schuf, sind eine Schenkung der früheren Koblenzer Elektrizitätswerk und Verkehrs-AG (KEVAG) an die Stadt Koblenz.

### Resch Henrich
Die Bronzefigur auf dem Münzplatz erinnert an den Schuhmacher Heinrich Rech, auf Koblenzer Platt Resche Hennerich, der Ende des 19. Jahrhunderts in der Koblenzer Altstadt lebte. Er war dafür bekannt, sich stets mit der Preußischen Obrigkeit und Amtsautoritäten anzulegen. Die kritische Einstellung zur Staatsmacht soll sich während seines Militärdienstes als Tambour im preußischen Heer ausgebildet haben. Er war nie um einen Schabernack verlegen, selbst wenn es ihm juristische Folgen einbrachte. So soll er, mit einer Trommel nach militärischem Exerzierreglement durch Koblenz ziehend, den Generalmarsch gespielt haben, was die gesamte Garnison am Standort des VIII. Armeekorps mobilisierte, die am damaligen Apellplatz, dem heutigen Görresplatz, antrat und auf weitere Befehle wartete. Der Streich brachte dem Schuhmacher sechs Wochen strengen Arrest im Koblenzer Gefängnis ein. Dort soll ihn der preußische Gefängnisdirektor beauftragt haben, für seine Tochter ein Paar Damenschuhe zu fertigen, was Henrich auch machte. Die Schuhe wurden jedoch mit den Absätzen vorne hergestellt, was der Schuster damit begründete, dass die junge Dame nun besser bergabwärts gehen könne.
Bei den Kindern der Koblenzer Altstadt erfreute er sich besonderer Beliebtheit, da er das Abspielen des Generalmarschs mit dem Mund gleichzeitig trommelnd und summend imitieren konnte. Bei den Stadtbürgern, die er darum bat, seine erloschene Zigarre an deren Zigarre anzünden zu dürfen, soll er weniger Anerkennung erfahren haben. Denn er gab ihnen seinen alten Stumpen zurück und steckte die wertvollere Zigarre in den Mund.

### Schutzmann Otto und Marktfrau Ringelstein
Beide Figuren bilden ein Ensemble auf dem Münzplatz. Sie erinnern an den früheren florierenden Gemüsemarkt auf dem Münzmarkt, auf dem die Marktfrauen der Vollerwerbsbauernhöfe aus der Umgebung bis in die 1960er Jahre ihre Ware feilhielten, und an die alte sogenannte „Davidswache“, das 1. Polizeirevier der Stadt Koblenz in der Alten Münze von 1952 bis 1978.
Sowohl die resolute Marktfrau Ringelstein als auch der bürgernahe Schutzmann Otto gelten als authentische Personen.
Polizisten halfen den oftmals älteren Marktfrauen in früheren Zeiten beim Aufbauen der Stände und wurden anschließend mit Gemüse für die Unterstützung belohnt. Überliefert wurde ein hämisches Kinderlied über die Marktfrau in Koblenzer Platt: Frau Ringelstein, Frau Ringelstein, doh, heft en gruße Hond sain Bein. Dä pinkelt an die Mann Spinat. Dat mischt dä Krom suh delikat, auf Hochdeutsch: Frau Ringelstein, Frau Ringelstein, da hebt ein großer Hund sein Bein. Der pinkelt in den Korb mit Spinat. Das macht den Kram so delikat.

### Spitals Andun
Die Steinfigur Spitals Andun in der Koblenzer Gemüsegasse stellt Anton Barthel dar, der, wohnhaft in den 1940er Jahren im Koblenzer Bürgerhospital, durch seine Herzlichkeit bei den Koblenzern sehr beliebt war. Stets gratulierte er den Bewohnern der Altstadt zum Namenstag mit einem Blumenstrauß. Hatten mehrere Bürger gleichzeitig Namenstag, nahm er den Strauß wieder mit, um ihn bei der nächsten Gratulation wiederzuverwenden. Das nahm man dem liebenswerten Original aber nicht übel. Er hingegen selbst wurde an seinem Namenstag, sein Hut war dann mit Blumen und Bändern geschmückt, mit Wohltaten und Geschenken durch die Bürger der Altstadt überschüttet, was auch den übrigen Bewohnern des Bürgerhospitals zugutekam. 1944 vor den Bombardierungen nach Waldbreitbach evakuiert, starb er 1946 dort.

### Pfefferminzje
Auch die alleinstehende, aus Bonn stammende Annemarie Stein wohnte in den 1930er und 1940er Jahren in Koblenz. An sie erinnert das Denkmal Pfefferminzje in der Mehlgasse. Die Hausiererin bestritt ihren Lebensunterhalt mit dem Verkauf von Süßigkeiten auf der Straße, aber auch in Gaststätten. Dort soll die zahnlose Frau zur Belustigung der Gäste gesungen und dazu getanzt haben. Als Lohn dafür erhielt sie Schnaps und Zigarren, die sie gern rauchte. Spezialität waren ihre Pfefferminzbonbons, die ihr im Volksmund den Namen Pfefferminzje verschafften. Annemarie Stein war auch für ihre Tierliebe bekannt, sie sammelte für die herrenlosen Tiere in der Altstadt bei Metzgern und Bäckern. Sie starb in den Kriegswirren zu Ende des Zweiten Weltkriegs.

### Dä Gummi
Dem Hausierer Peter Schneider, der in den 1920er Jahren in der Koblenzer Altstadt einen Bauchladen mit Kurzwaren und Zeitungen betrieb, wurde in der Gemüsegasse ein Steindenkmal gewidmet. Sein Spitzname Dä Gummi bezog sich aber nicht auf sein Warenangebot, sondern auf sein gesundheitsbedingtes, unstabiles Gangbild, das ihn im Gehen immer zu den Seiten ausschlagen und einknicken ließ. Damit erntete er Spott und Hänseleien der Altstadtkinder. Die Koblenzer Bürger kauften gerne die Waren des freundlichen und biederen Mannes. Altersbedingt verschlechterte sich sein Leiden zunehmend, und 1928 starb er im Alter von 66 Jahren. Er wurde auf dem Koblenzer Stadtfriedhof beerdigt. Sein Grabstein ist mit der von ihm verfassten Grabinschrift verziert: „Im Leben hieß ich Peter Schneider. Im Laufen war ich immer heiter. Der Volksmund nannt mich Gummi. Der Herrgott warf mich ummi!“